# رافاييل باربوسا دو ناسيمنتو
رافاييل باربوسا دو ناسيمنتو هو لاعب كرة قدم برازيلي في مركز الدفاع، ولد في 10 أغسطس 1983 في ريو دي جانيرو في البرازيل. لعب مع سلافيا صوفيا ونادي أولاريا أتلتيكو ونادي باكو ونادي هجر.

## وصلات خارجية
- رافاييل باربوسا دو ناسيمنتو على موقع قاعدة بيانات كرة القدم.إي يو (الإنجليزية)
- رافاييل باربوسا دو ناسيمنتو على موقع Soccerway.com (الإنجليزية)